# Guamote (canton)
Guamote est un canton d'Équateur situé dans la province de Chimborazo.